# Изосорбида мононитрат
Изосорбида мононитрат — лекарственное средство, фармакологическое действие — антиангинальное, сосудорасширяющее. Увеличивает содержание оксида азота в эндотелии, стимулирует гуанилатциклазу и образование цГМФ, уменьшает концентрацию кальция в клетках гладких мышц, снижает тонус стенки сосудов и вызывает вазодилатацию.

## Фармакологическое действие
Периферический вазодилататор с преимущественным влиянием на венозные сосуды. Стимулирует образование оксида азота (эндотелиального релаксирующего фактора) в эндотелии сосудов, вызывающего активацию внутриклеточной гуанилатциклазы, следствием чего является увеличение цГМФ (медиатор вазодилатации). Уменьшает потребность миокарда в кислороде за счет снижения преднагрузки и постнагрузки (уменьшает КДО левого желудочка и снижает систолическое напряжение его стенок). Обладает коронарорасширяющим действием. Снижает приток крови к правому предсердию, способствует снижению давления в «малом» круге кровообращения и регрессии симптомов при отёке лёгких. Способствует перераспределению коронарного кровотока в области со сниженным кровообращением. Повышает толерантность к физической нагрузке у больных ишемической болезнью сердца, стенокардией. Расширяет сосуды головного мозга, твёрдой мозговой оболочки, что может сопровождаться головной болью. Как и к другим нитратам, развивается перекрестная толерантность. После перерыва в применении чувствительность к нему быстро восстанавливается. Антиангиальный эффект наступает через 30-45 мин после приёма внутрь и продолжается до 8-10 ч.

## Фармакокинетика
Абсорбция — высокая, биодоступность — 100 %. Время достижения терапевтической концентрации (100 нг/мл) — 30 мин. TCmax — 1-1.5 ч, для ретард форм — 8 ч. Связь с белками плазмы — менее 4 %. Подвергается денитрированию с образованием изосорбида или соединяется с глюкуронидом. T½ — 5 ч. Выводится почками в виде глюкуронидов.

## Показания
Стенокардия (профилактика). Хроническая сердечная недостаточность, гипертензия в «малом» круге кровообращения, «лёгочное» сердце (лечение в составе комбинированной терапии). Спазм периферических артерий (облитерирующий эндартериит, ангиоспастический ретинит).

## Противопоказания
Гиперчувствительность, одновременный прием с ингибиторами ФЭД-5, для лекарственных форм, содержащих лактозу — наследственная непереносимость галактозы, дефицит лактазы или синдром мальабсорбции глюкозы и галактозы.

### C осторожностью
Для всех лекарственных форм: состояния, сопровождающиеся повышением внутричерепного давления, острый инфаркт миокарда (риск снижения артериального давления и тахикардии, которые могут усилить ишемию), хроническая сердечная недостаточность, митральный/аортальный стеноз с тенденцией к ортостатическому нарушению регуляции, глаукома (риск повышения внутриглазного давления), тяжелая анемия, артериальная гипотензия с низким систолическим артериальным давлением (может усугубить состояние, вызвав парадоксальную брадикардию и приступы стенокардии), ГКМП (возможно учащения приступов стенокардии), констриктивный перикардит, тампонада сердца, тяжелая почечная недостаточность, печёночная недостаточность (риск развития метгемоглобинемии), беременность, период лактации, детский возраст (безопасность применения не установлена). Для пролонгированных лекарственных форм для приёма внутрь (дополнительно) — повышенная перистальтика желудочно-кишечного тракта, синдром мальабсорбции.

## Режим дозирования
Внутрь (таблетки, капсулы), за 1 ч до или через 2 ч после еды. Капсулы принимать, не разжевывая, запивая стаканом воды. Начальная доза — 10-20 мг 2 раза в день (для ЛС средней продолжительности действия) или по 40-60 мг 1 раз в сутки (для капсул и таблеток пролонгированного действия). Начиная с 3-4 дня дозу можно увеличить до 20-40 мг 2 раза в сутки (для лекарственного средства средней продолжительности действия), увеличивая дозу при необходимости до 60 мг/сут (для таблеток 20 мг) и до 80 мг/сут (для таблеток 40 мг). Максимальная суточная доза для обычных лекарственных форм — 60-80 мг, лекарственные формы пролонгированного действия — 120 мг.

## Побочные эффекты
Со стороны сердечно-сосудистой системы: головная боль, головокружение, гиперемия кожи лица, ощущение жара, тахикардия, снижение артериального давления. В редких случаях — усиление приступов стенокардии (парадоксальная реакция) и коллапс. 

Со стороны пищеварительной системы: тошнота, рвота, возможно появление ощущения лёгкого жжения языка, сухость во рту. 

Со стороны нервной системы: скованность, сонливость, нечёткость зрения, снижение способности к быстрым психическим и двигательным реакциям (особенно в начале лечения). 

Аллергические реакции: кожная сыпь. 

Прочие: развитие толерантности (в том числе перекрестной к др. нитратам), эксфолиативный дерматит.

### Передозировка
Симптомы: коллапс, обморочные состояния, головная боль, головокружение, сердцебиение, зрительные расстройства, гипертермия, судороги, гиперемия кожи, повышенное потоотделение, тошнота, рвота, диарея, метгемоглобинемия (цианоз, аноксия — обычно при хронической передозировке), гиперпноэ, диспноэ, брадикардия, повышение внутричерепного давления, паралич, кома. 

Лечение: промывание желудка; при метгемоглобинемии в зависимости от степени тяжести назначаются внутривенно аскорбиновая кислота в форме натриевой соли (ранее применялся метилтиониния хлорид (метиленовый синий) 0.1-0.15 мл/кг 1 % раствора до 50 мл); оксигенотерапия, гемодиализ, обменное переливание крови. Симптоматическая терапия при выраженном снижении артериального давления (эпинефрин и родственные ему соединения малоэффективны).

## Особые указания
В период терапии необходим контроль артериального давления и частоты сердечных сокращений. В случае необходимости использовать препарат на фоне артериальной гипотензии следует одновременно вводить лекарственные средства, обладающие положительным инотропным эффектом, или применять средства вспомогательного кровообращения. Частое назначение и высокие дозы могут вызывать развитие толерантности; в этом случае рекомендуется отмена на 24-48 ч или после 3-6 нед регулярного приёма делать перерыв на 3-5 дней, заменяя на это время изосорбид мононитрат др. антиангинальными лекарственные средства. Следует избегать резкой отмены препарата (дозу снижать постепенно). В период лечения необходимо соблюдать осторожность при вождении автотранспорта и занятии др. потенциально опасными видами деятельности, требующими повышенной концентрации внимания и быстроты психомоторных реакций.

## Взаимодействие
Повышает концентрацию дигидроэрготамина в плазме. Снижает эффект вазопрессоров. Барбитураты ускоряют метаболизм и снижают концентрацию изосорбида мононитрата в крови. При совместном применении изосорбида мононитрата с гипотензивными лекарственными средствами, вазодилататорами, антипсихотическими лекарственными средствами (нейролептиками), трициклическими антидепрессантами, прокаинамидом, этанолом, хинидином, бета-адреноблокаторами, БМКК, дигидроэрготамином, ингибиторами ФЭД-5 (силденафилом, варденафилом, тадалафилом) возможно усиление гипотензивного эффекта. При комбинации с амиодароном, пропранололом, БМКК (верапамилом, нифедипином и др.) возможно усиление антиангинального эффекта. Под влиянием бета-адреностимуляторов, альфа-адреноблокаторов (дигидроэрготамин и др.) возможно снижение выраженности антиангинального эффекта (тахикардия и чрезмерное снижение артериального давления). При комбинированном применении с м-холиноблокаторами (атропин и др.) возрастает вероятность повышения внутриглазного давления. Энтеросорбенты, вяжущие и обволакивающие лекарственные средства уменьшают всасывание изосорбида мононитрата в желудочно-кишечном тракте.